# Sargocentron violaceum
Sargocentron violaceum är en fiskart som först beskrevs av Bleeker, 1853.  Sargocentron violaceum ingår i släktet Sargocentron och familjen Holocentridae. Inga underarter finns listade i Catalogue of Life.